# Super Junior
Super Junior (korejsky: 슈퍼주니어), známá také jako SJ nebo SuJu, je jihokorejská chlapecká skupina působící pod společností SM Entertainment, která debutovala 6. listopadu 2005. Médii jsou často nazýváni jako „Králové korejské vlny“. Skupina má v současné době 10 členů: Leeteuk, Heechul, Yesung, Shindong, Sungmin, Eunhyuk, Donghae, Siwon, Ryeowook and Kyuhyun.
Super Junior si získali mezinárodní uznání v roce 2009, po vydání jejich nejprodávanějšího singlu „Sorry, Sorry“. V průběhu let vzniklo několik podskupin, které se zaměřovaly na různá hudební odvětví a publikum. Jednotliví členové se také věnovali svým sólovým kariérám. Jejich úspěchy a popularita jako všestranných bavičů vedly další zábavní společnosti k tomu, aby své umělce začaly školit i v jiných odvětvích zábavního průmyslu.
V roce 2009 podal Han Geng žalobu na SM kvůli nepříznivým smluvním podmínkám, skupinu oficiálně opustil v roce 2011. V roce 2015 skončila Kibumovi smlouva a v roce 2019 opustil skupinu Kangin.
Super Junior se stali čtyři roky po sobě nejprodávanějším K-popovým umělcem. Skupina získala třináct hudebních cen z Mnet Asian Music Awards, devatenáct z Golden Disc Awards a je druhou pěveckou skupinou, která vyhrála v kategorii Nejlepší korejský umělec na MTV Asia Awards 2008. V roce 2012 byla skupina nominována v kategorii Nejlepší asijský počin na MTV Europe Music Awards. V roce 2015 skupina získala ceny v kategoriích Mezinárodní umělec a Nejlepší Fandom na Teen Choice Awards. V březnu 2020 překonali s alby Play, Replay, Time_Slip a Timeless svůj vlastní rekord v rámci korejského žebříčku alb v tchajwanském žebříčku KKBOX po dobu 122 po sobě jdoucích týdnů od roku 2017.
Jméno jejich fandomu je E.L.F, což je zkratka anglického z Ever Lasting Friends.

## Členové

### Současní členové
- Leeteuk - lídr
- Heechul
- Yesung
- Shindong
- Sungmin
- Eunhyuk
- Donghae
- Siwon
- Ryeowook
- Kyuhyun

### Bývalí členové
- Han Geng
- Kibum
- Kangin

## Podskupiny
- Super Junior-K.R.Y. – Kyuhyun, Ryeowook, Yesung
- Super Junior-T – Leeteuk, Heechul, Shindong, Sungmin, Eunhyuk
- Super Junior-M – Sungmin, Eunhyuk, Siwon, Zhou Mi, Donghae, Ryeowook, Kyuhyun

- Super Junior-H – Leeteuk, Yesung, Shindong, Sungmin, Eunhyuk
- Super Junior-D&E – Donghae, Eunhyuk

## Diskografie

### Korejská alba
- Twins (2005)
- Don't Don (2007)
- Sorry, Sorry (2009)
- Bonamana (2010)
- Mr. Simple (2011)
- Sexy, Free & Single (2012)
- Mamacita (2014)
- Devil (2015)
- Play (2017)
- Time_Slip (2019)
- The Renaissance (2021)

### Japonská alba
- Hero (2013)
- Star (2021)